# Черри, Карло
Карло Черри  (итал. Carlo Cerri; 14 сентября 1610, Рим, Папская область — 14 мая 1690, там же) — итальянский куриальный кардинал. Декан Трибунала Священной Римской Роты с 14 октября 1657 по 29 ноября 1669. Епископ Феррары с 19 мая 1670 по 14 мая 1690. Апостольский легат в Урбино с 19 мая 1670 по 1 января 1673. Кардинал-дьякон с 29 ноября 1669, с титулярной диаконией Сант-Адриано-аль-Форо с 19 мая 1670 по 14 мая 1690.